# 20304 Wolfson
20304 Wolfson (1998 FA102) là một tiểu hành tinh vành đai chính được phát hiện ngày 31 tháng 3 năm 1998 bởi Nhóm nghiên cứu tiểu hành tinh gần Trái Đất phòng thí nghiệm Lincoln ở Socorro.